# Björköfjärden, Nyland
Björköfjärden är en vik i Finland.   Den ligger i landskapet Nyland, i den södra delen av landet, 16 km väster om huvudstaden Helsingfors. 